# Kuroko no Basuke
Kuroko no Basuke (яп. 黒子のバスケ, «Баскетбол Куроко») — манга о баскетболе, созданная японским мангакой Тадатоси Фудзимаки (яп. 藤卷忠俊 Фудзимаки Тадатоси). Повествует о приключениях баскетбольной команды старшей школы Сэйрин, стремящейся попасть на национальный чемпионат. В 2012 году стала второй самой продаваемой мангой Японии после One Piece, в 2013 году заняла третье место в рейтинге.

## Сюжет
В средней школе Тэйко была сформирована невероятно сильная баскетбольная команда, одерживавшая множество побед в различных соревнованиях и три года подряд становившаяся победителем на международном чемпионате.
Среди талантливых игроков выделялись пятеро гениев, более известные как «Поколение чудес» (яп. キセキの世代 Кисэки но Сэдай). Но среди них был ещё один игрок, которого признали все пять гениев, так называемый «призрачный, шестой игрок». Однако после выпуска все разошлись по различным старшим школам. Тэцуя Куроко, тот самый «невидимка», поступает в старшую школу Сэйрин, чья баскетбольная команда существует всего лишь два года. На церемонии поступления Куроко решает вступить в неё, как и талантливый Тайга Кагами, ранее игравший в команде США и снисходительно относящийся к японскому баскетболу.
Команда школы Сэйрин с новоявленными игроками начинает принимать участие в разных состязаниях, чтобы взять титул чемпионов. Их путь осложнён тем, что им предстоит столкнуться с сильнейшими командами других старших школ, в некоторые из которых вступили игроки пятёрки «Поколения чудес».

## Список персонажей

### Старшая школа Сэйрин
Тэцуя Куроко (яп. 黒子 テツヤ Куроко Тэцуя) — первокурсник школы Сэйрин, носящий прозвище «Призрачный игрок». Он является одним из шестёрки «Поколения чудес», учившихся в средней школе Тэйко. Куроко маленький, не очень спортивный и абсолютно незаметный для людей, чем часто пользуется в игре, чтобы неожиданно перехватывать мячи и передавать непредсказуемые для противника пасы. Также он владеет приёмом «Взрывной пас», благодаря которому может ударить по мячу с большей силой, придав ему высокую скорость и мощь, из-за чего оппоненты попросту не могут перехватить его. Во втором сезоне он осваивает ещё два новых приёма «Невидимый проход» и «Призрачный бросок», которые в дальнейшем помогают победить две сильнейшие команды: академию Тоо и старшую школу Ёсэн.
Позиция: лёгкий форвард (возможно, в манге не указано).
Сэйю: Кэнсё Оно
Тайга Кагами (яп. 火神大我 Кагами Тайга) — первокурсник школы Сэйрин. Прирождённый баскетболист. Раньше жил в США, где развивал свои навыки благодаря игре в стритбол, у своего учителя Александры Гарсии, но потом вернулся на родину, в Японию, и был весьма разочарован низким уровнем игры. Однако, услышав о «Поколении чудес», загорелся сильным желанием сразиться с ними и выиграть у них всех, став «лучшим баскетболистом Японии». Обладает самым высоким прыжком среди игроков своей команды и многих игроков других команд. Во время сражения с Аомине Дайки впервые вошёл в «Поток» — состояние максимальной сосредоточенности на игре, позволяющее раскрыть свой потенциал на все 100 %. В «Потоке» Кагами максимально приближается по стилю своей игры к «дикому стритболу» Аомине, что позволяет ему играть с ним на равных, а также использовать множество различных приемов: забивать прицельный трёхочковый, использовать финты во время обводки, а также исполнять свой особый приём «Метеор-данк». Во время противостояния с Сейджуро Акаши он также открывает «Истинный поток», позволяющий ему координировать всю игру команды на уровне своей скорости и силы в состоянии «Потока». В продолжении «Баскетбола Куроко», «Последней игре», выясняется, что его приглашают обратно в Америку.
Позиция: тяжёлый форвард.
Сэйю: Юки Оно
Рико Аида (яп. 相田リコ Аида Рико) — ученица второго года, тренер баскетбольной команды Сэйрин. Причина, по которой ей доверили эту роль, в её способности с одного взгляда на тело спортсмена рассмотреть его сильные и слабые стороны, а также перспективы и пределы развития. Научилась она этому благодаря наблюдениям за работой отца, спортивного тренера, много времени проводящего в изучении работы мышц спортсменов и связанных с этим данными.
Сэйю: Тива Сайто
Дзюмпэй Хюга (яп. 日向 順平 Хюга Дзюмпэй) — второкурсник и капитан сборной Сэйрин. Специализируется в забрасывании трёхочковых и может прицельно атаковать, даже находясь под жёстким прессингом. Дзюмпэй — опора команды в самых сложных ситуациях. Во втором сезоне он освоил «Неприкосновенный бросок», благодаря которому Дзюмпэй может совершить быстрый шаг назад от блокирующего его оппонента и забросить трёхочковый. А в противостоянии с атакующим защитником старшей школы Ракудзан, Лео Мибути, сумел скопировать его бросок типа «Небеса», благодаря чему открыл Сэйрин возможность выиграть у Ракудзан в финале.
Позиция: атакующий защитник.
Сэйю: Ёсимаса Хосоя
Тэппэй Киёси (яп. 木吉 鉄平 Киёси Тэппэй) — основатель баскетбольного клуба Сэйрин, второкурсник. Является одним из пяти «Некоронованных королей» — талантливых баскетболистов поколения, предшествующего «Поколению чудес». Будучи очень способным, он сперва предпочёл быть разыгрывающим защитником, но так как в команде не нашлось подходящих по телосложению игроков для позиции центрового, Киёси предложил свою кандидатуру. Его уникальной способностью является «Право на отсрочку» — благодаря ширине своих ладоней, Киёси может удерживать мяч лишь одной рукой и потому он всегда может сменить тактику, либо забивая самостоятельно, либо отдавая пас товарищу. В первом сезоне Киёси практически не показывают, так как он проходил реабилитацию от прошлогодней травмы колена. Однако он возвращается в команду в конце первого сезона и играет в её составе со второго сезона. Своё желание Киёси аргументирует тем, что лучше он будет играть с командой, чем лежать на больничной койке. После тренировок с отцом тренера, Кагэторой, он стал ещё сильнее, освоив несколько особых приёмов — например, подбор мяча одной рукой.
Позиция: центровой, разыгрывающий защитник.
Сэйю: Кэндзи Хамада
Сюн Идзуки (яп. 伊月 俊 Идзуки Сюн) — второкурсник Сэйрин, отличающийся спокойствием и собранностью. Известен страстью к игре слов (составлению каламбуров), но, кроме его собственной матери, никто её не разделяет, потому что чаще всего шутки Идзуки все находят несмешными и «ни к месту» (за исключением разве что Киёси). Обладает способностью «Орлиный глаз», которая позволяет ему видеть игровую ситуацию и расстановку баскетболистов на площадке с другой точки обзора, словно наблюдая за ними сверху. Благодаря этому он может стратегически планировать собственные пасы. Также во втором сезоне Идзуки обучается приёму «Орлиное копьё», с помощью которого он способен перехватывать мяч или выбивать его из рук вражеского игрока даже не глядя на него, лишь используя свой «Орлиный глаз». В команде Идзуки является самым опытным игроком, так как он играет в баскетбол ещё с младшей школы.
Позиция: разыгрывающий
Сэйю: Нодзима Хирофуми
Ринносукэ Митобэ (яп. 水戸部 凛之助 Митобэ Ринносукэ) — второкурсник Сэйрин, трудяга в команде: и тренируясь, и играя, всегда выкладывается на полную. Ни один из членов команды не слышал его голоса (в 8-й серии 2-го сезона вместо Митобэ свой класс, номер в команде и имя выкрикивает Коганэи, проходя тем самым посвящение в команду за обоих). Коганэи каким-то образом понимает, о чём думает Митобэ, и передаёт это другим. Митобэ — старший сын в многодетной семье, выполняющий там роль няньки (и готовит, и убирает, и присматривает за младшими). Он также стремится к победе, как и остальные члены команды, однако практически никогда не показывает своих эмоций. Более того, согласно Рико, за всю историю существования баскетбольной сборной никто не слышал, чтобы Митобэ разговаривал. Способен сдерживать вражеских игроков, не позволяя им совершать желаемые движения, а также умеет выполнять бросок крюком.
Позиция: центровой
Синдзи Коганэи (яп. 小金井 慎二 Коганэи Синдзи) — второкурсник Сэйрин, являющийся универсальным игроком. Может бросать из любой точки площадки с варьирующейся точностью. Несмотря на глуповатый вид, Коганэи довольно толковый парень и даже входит в число лучших учеников своего класса (хоть и не имеет особенных успехов в каком-либо из школьных предметов). Помимо этого, невероятным образом способен понимать мысли Митобэ, хотя тот никогда не открывает рта.
Позиция: лёгкий форвард.
Сэйю: Игути Такуя
Сатоси Цутида (яп. 土田 聡史 Цутида Сатоси) — второкурсник Сэйрин. Хорош в подборах. В прошлом году был в основном составе команды, но с приходом Кагами и Куроко теперь чаще сидит на скамейке запасных.
Позиция: тяжёлый форвард.
Сэйю: Иноуэ Го
Коки Фурихата (яп. 降旗 光樹 Фурихата Коки) — первокурсник Сэйрин. Его девушка пообещала бросить его, если он не станет лучшим хоть в чём-то, поэтому он вступил в баскетбольный клуб, чтобы стать лучшим игроком. Трусоват.
Позиция: разыгрывающий защитник.
Сэйю: Мидзутани Наоки
Коити Кавахара (яп. 河原 浩一 Кавахара Коити) — первокурсник школы Сэйрин. В детстве никогда не интересовался спортом, но увиденный им однажды баскетбольный матч настолько его увлёк, что он решил вступить в баскетбольную команду своей школы. Однако из-за отсутствия спортивной подготовки лишь мешал остальным игрокам. В конце концов, после длительной работы над собой Коити сумел развить свои физические способности до нужного уровня и занять место в команде.
Позиция: центровой.
Сэйю: Ёсимото Ясухиро
Хироси Фукуда (яп. 福田 寛 Фукуда Хироси) — первокурсник школы Сэйрин. В баскетбольный клуб его заманили тем, что так он сможет помочь людям.
Позиция: центровой.
Сэйю: Сасаки Хиру

### Старшая школа Кайдзё
Рёта Кисэ (яп. 黄瀬 涼太 Кисэ Рё:та) — первокурсник Кайдзё. Один из «Поколения чудес». В баскетбол играет лишь со второго года средней школы (вдохновившись игрой Аомине Дайки), однако быстро развился и стал очень сильным игроком. Признаёт, что является слабейшим из пятёрки (хотя в дальнейшем его навыки игры сильно возрастают). Способность Кисэ — быстрое копирование игры любого баскетболиста, которую ему достаточно увидеть лишь один раз, за исключением остальных участников «Поколения чудес». В третьем сезоне он преодолевает это ограничение, получая возможность скопировать уникальные приёмы игроков «Поколения чудес», однако делать это он способен лишь в течение пяти минут. В «Последней игре» впервые входит в состояние «Потока», однако продержаться в нём Кисэ удаётся лишь две минуты.
Позиция: лёгкий форвард.
Сэйю: Рёхэй Кимура
Юкио Касамацу (яп. 笠松 幸男 Касамацу Юкио) — третьекурсник, капитан команды Кайдзё. Умелый баскетболист, владеет техникой быстрой смены скорости, хорош в ведении мяча и забрасывании трёхочковых. Известен своей вспыльчивостью и применением насилия к участникам своей команды за неосторожные слова или выходки. Чаще всего за это достаётся Кисэ.
Позиция: разыгрывающий защитник.
Сэйю: Соитиро Хоси
Ёситака Морияма (яп. 森山 由孝 Морияма Ёситака) — третьекурсник Кайдзё. Известен своей специализацией в бросках, также хорош в защите. Морияма не пропускает ни одной юбки и частенько заявляет, что баскетбольная площадка — его арена в борьбе за расположение красотки.
Позиция: атакующий защитник.
Сэйю: Томоюки Хигути
Мицухиро Хаякава (яп. 早川 充洋 Хаякава Мицухиро) — второкурсник Кайдзё. Очень подвижный и диковатый, имеет странную привычку проглатывать некоторые звуки, когда говорит, из-за чего порой даже члены его собственной команды с трудом его понимают. Талантлив в подборах благодаря своим стремительным прыжкам.
Позиция: тяжёлый форвард.
Сэйю: Номата Кадзунори
Кодзи Кобори (яп. 小堀 浩志 Кобори Кодзи) — третьекурсник Кайдзё. Спокойный и сосредоточенный игрок, играющий в защите.
Позиция: центровой.
Сэйю: Сасаки Ёсихито
Синъя Накамура (яп. 中村 真也 Накамура Синъя) — второкурсник Кайдзё. Появляется только в третьем сезоне, временно заменяя травмированного Кисэ. Хорош в защите.
Позиция: атакующий защитник.
Сэйю: Рюдзо Хасуйкэ
Гэнта Такэути (яп. 武内源太 Такэути Гэнта) — тренер команды Кайдзё. Строгий, часто злится и начинает кричать на команду, если те не контролируют игру. Страдает излишним весом.
Сэйю: Ясумото Хироки

### Старшая школа Сютоку
Синтаро Мидорима (яп. 緑間 真太郎 Мидорима Синтаро:) — первокурсник Сютоку. Один из «Поколения чудес». Его способность — стопроцентное попадание в корзину с любой точки площадки (даже находясь у противоположного кольца). Мидорима настолько сильно увлечён баскетболом, что постоянно следит за ухоженностью своих рук, полирует ногти и носит повязки на пальцах, чтобы не травмировать их. Всегда следует гороскопам и непременно носит с собой талисман на удачу (каждый день — разный).
Позиция: атакующий защитник.
Сэйю: Дайсукэ Оно
Кадзунари Такао (яп. 高尾 和成 Такао Кадзунари) — первокурсник Сютоку. Как и Куроко, специализируется на пасах. Обладает способностью «Глаз Ястреба», которая позволяет ему следить за всей площадкой, включая слепые зоны, что позволяет ему видеть даже самого Куроко. Ранее задавался целью победить Мидориму (пока тот ещё играл в Тэйко). Разработал с ним особый совместный приём для противостояния «Глазу императора» Акаси, хотя тот всё равно смог победить их. Свободное время Такао в основном проводит с Мидоримой и всегда возит его на велосипедной коляске в школу и обратно.
Позиция: разыгрывающий защитник.
Сэйю: Тацухиса Судзуки
Тайсукэ Оцубо (яп. 大坪 泰介 О:цубо Тайсукэ) — третьекурсник школы Сютоку. Капитан баскетбольной команды. Один из самых сильных и ровно играющих центровых в Японии. По соглашению между ним, тренером и Мидоримой согласен прощать последнему лишь 3 странные или эгоистичные выходки в день.
Позиция: Центровой.
Сэйю: Кэнсукэ Сато
Киёси Миядзи (яп. 宮地 清志 Миядзи Киёси) — очень строгий и суровый старшеклассник. В основном он раздражается из-за капризов Мидоримы. Строг не только к другим, но и по отношению к себе. У него есть цель, как у игрока в баскетбол, и он упорно работает для этого. Гнев Миядзи произвёл пугающую репутацию среди первокурсников. Миядзи придерживается безжалостной системы тренировок в команде, которая настолько тяжела, что Такао отметил, что Миядзи, без сомнения, самый пугающий старшеклассник.
Сэйю: Масаюки Сёдзи
Синсукэ Кимура (яп. 木村 信介 Кимура Синсукэ) открыто недолюбливает Мидориму, однако признает его талант.
Сэйю: Сато Биити
Масааки Накатани (яп. 中谷 仁亮 Накатани Масааки) — тренер баскетбольной команды Сютоку. Когда Накатани и Кагэтора встретились на Зимнем Кубке, оказалось, что они знакомы довольно давно. Доказательством чего стали прозвища, с которыми они друг к другу обращались: Тора и Ма-бой.
Сэйю: Киёхито Ёсикай

### Академия Тоо
Дайки Аоминэ (яп. 青峰 大輝 Аоминэ Дайки) — первокурсник академии Тоо, один из «Поколения чудес». Стал блистать самым первым из пятёрки. На втором году средней школы его силы возросли — он стал быстрее, выносливее, физически мощнее. Является самым быстрым игроком из «Поколения чудес». Кроме того, много играя в стритбол в детстве, Аомине обладает максимально непредсказуемым стилем игры, который попросту невозможно предугадать. Способен очень быстро менять свой темп игры и скорость, также он умеет совершать крайне необычные и точные броски в пределах трёхочковой зоны, которые непременно попадают в цель (например, из-за кольца, или даже повернувшись спиной к кольцу). Единственный из «Поколения чудес», кто способен самостоятельно и с лёгкостью входить в состояние «Потока».
Позиция: тяжёлый форвард.
Сэйю: Дзюнъити Сувабэ
Сацуки Момои (яп. 桃井 さつき Момои Сацуки) — первокурсница школы Тоо, менеджер команды средней школы Тэйко и соответственно игроков «Поколения чудес». Очень наблюдательна и проницательна. Всегда присматривает за Аомине. Весьма активно проявляет интерес к Куроко.
Должность: менеджер.
Сэйю: Фумико Орикаса
Сёити Имаёси (яп. 今吉 翔一 Имаёси Сё:ити) — третьекурсник школы Тоо, капитан команды. Имаёси — изысканно выражающийся уроженец Осаки, весьма приветливый и добрый на первый взгляд, но за его улыбкой скрывается личность намного более темная. Не демонстрируя никаких особых умений, Имаёси, однако, отлично справляется с ролью капитана, организовывая игру остальных членов сборной Тоо, которая, как известно, состоит из самодостаточных игроков, не привыкших к командной работе.
Позиция: разыгрывающий защитник.
Сэйю: Кадзуя Накаи
Косукэ Вакамацу (яп. 若松 孝輔 Вакамацу Ко:сукэ) — второгодка школы Тоо. После матча с Сэйрин на Зимнем кубке стал капитаном. Будучи игроком весьма внушительной комплекции, Вакамацу большую часть матча играет в защите, с лёгкостью делая подборы и перепасовки. Вакамацу может вывести из себя что и кто угодно, а чаще всего стычки происходят с Аоминэ, которому Косукэ отчасти завидует. Каждая вспышка гнева обычно выливается в разъярённые крики.
Позиция: центровой.
Сэйю: Косукэ Ториуми
Рё Сакураи (яп. 桜井 良 Сакураи Рё:) — первогодка школы Тоо, одаренный атакующий защитник и будущий «король страйков». Его коронный бросок практически невозможно блокировать, потому что стоит Сакураи подобрать мяч, как он тут же, без подготовки, выпрыгивает и забивает. Именно благодаря этому получил от Имаёси свою кличку. Сакураи очень слабохарактерный и чувствительный, часто чувствует себя виноватым за те вещи, которые к нему никак не относятся, и так же часто за них извиняется. Хюга прозвал его «Извиняющейся поганкой».
Позиция: атакующий защитник.
Сэйю: Нобунага Симадзаки
Ёсинори Суса (яп. 諏佐 佳典 Суса Ёсинори) — третьегодка команды школы Тоо. Является игроком регулярного состава, однако настоящие способности не были раскрыты.
Позиция: лёгкий форвард.
Сэйю: Юя Мураками
Кацунори Харасава (яп. 原澤 克徳 Харасава Кацунори) — тренер старшей школы Тоо. Часто можно увидеть, как он потирает прядь волос, а также в задумчивом состоянии.
Сэйю: Таканори Хосино

### Старшая школа Кирисаки Дайити
Макото Ханамия (яп. 花宮 真 Ханамия Макото) — второкурсник школы Кирисаки Дайити. Капитан и тренер команды. Является одним из пяти «Некоронованных Королей», то есть относится к поколению талантливых баскетболистов, на год старше «Поколения чудес», которые и составляли им конкуренцию в средней школе. Хорош в перехвате вражеских пасов. Кроме того, он разработал особый стиль игры для своей команды, благодаря которому она активно использует грязные приёмы, умело избегая внимания судей и нередко травмируя игроков команды оппонентов.
Позиция: Разыгрывающий защитник.
Сэйю: Дзюн Фукуяма
Кэнтаро Сэто (яп. 瀬戸 健太郎 Сэто Кэнтаро:) — ученик школы Кирисаки Дайити. Очень умный, его IQ равен 160. В связке с Ханамией вычисляет передачи противников, от чего перехватывать мячи становится легче. Может спать на скамье запасных во время матча своей же команды, но если потребуется его участие, тут же просыпается. Играет на позиции центрового.
Сэйю: Го Синомия
Кадзуя Хара (яп. 原 一哉 Хара Кадзуя) — второкурсник школы Кирисаки Дайити. Глаза скрыты за очень длинной челкой. Непременно жуёт жвачку.
Сэйю: Кадзухиро Фусэгава
Хироси Ямадзаки (яп. 山崎 弘 Ямадзаки Хироси) — атакующий защитник Кирисаки Дайити.
Сэйю: Сюхэй Иваси
Кодзиро Фурухаси (яп. 古橋 康次郎 Фурухаси Ко:дзиро:) — лёгкий форвард Кирисаки Дайити.
Сэйю: Юсукэ Кувахата

### Старшая школа Ёсэн
Ацуси Мурасакибара (яп. 紫原 敦 Мурасакибара Ацуси) — первокурсник школы Ёсэн, один из «Поколения чудес». Самый высокий в «Поколении чудес» (его рост 208 см). Вне игры он в основном ведёт себя, как ребёнок (что нередко ставит окружающих в тупик), меланхоличен и очень любит сладкое. Во время игры он обычно ленится и потому просто стоит у кольца, накрывая все поступающий от команды оппонентов броски, однако если его вывести из себя, он превращается в человека с устрашающим взглядом — «маньяка». Считает, что в баскетболе способны выигрывать только исключительно талантливые люди, но никак не те, кто пытается добиться этого усердием и упорством. Очень сильно раздражается и злится, когда ему пытаются доказать обратное. По общему мнению «Поколения чудес» Мурасакибара не способен входить в состояние «потока», однако в матче против Сэйрин он всё же сделал это на последних секундах игры.
Позиция: центровой.
Сэйю: Кэнъити Судзумура
Тацуя Химуро (яп. 氷室 辰也 Химуро Тацуя) — второкурсник школы Ёсен. У него длинные чёрные волосы, чёлка скрывает левый глаз, под правым глазом родинка. В детстве жил в Америке, где научился баскетболу и полюбил его. Именно он увлёк Кагами в эту игру. Стал для него «старшим братом». Но в одном матче Кагами поддался, что рассердило Химуро, и тот сказал, что в следующем матче они будут играть за кольца, которые символизировали их дружбу. Не имея такого таланта в баскетболе, как у Кагами или Аоминэ, он отточил свои навыки до предела, используя классическкий стиль. Очень хорош в финтах и обманках, также способен применять необычный «бросок-мираж», который практически невозможно накрыть.
Позиция: лёгкий форвард.
Сэйю: Кисё Танияма
Кэнъити Окамура (яп. 岡村 建一 Окамура Кэнъити) — третьекурсник школы Ёсэн, капитан баскетбольной команды. Мечтает встречаться с девушкой, но никто не хочет с ним встречаться.
Сэйю: Кодзи Такэда
Кэнсукэ Фукуи (яп. 福井 健介 Фукуи Кэнсукэ) — третьекурсник школы Ёсэн, вице-капитан баскетбольного клуба. Друг Окамуры.
Сэйю: Кайто Исикава
Вэй Лю (яп. 劉偉 Лю Вэй) — второкурсник школы Ёсэн, ученик по обмену. Хорошо берёт подборы.
Сэйю: Сусаки Сигэюки
Масако Араки (яп. 荒木 雅子 Араки Масако) — является тренером Ёсэн. Была успешной баскетболисткой, состояла в национальной японской женской баскетбольной команде. Школьную команду отчитывает с помощью бамбукового меча.
Сэйю: Ю Симамура

### Старшая школа Ракудзан
Сэйдзюро Акаси (яп. 赤司 征十郎 Акаси Сэйдзю:ро:) — первокурсник школы Ракудзан, один из «Поколения чудес», в которой был капитаном. Именно он провозгласил девиз, которому следовала пятёрка — «Победа — это всё!». Отличительная черта — гетерохромия глаз (правый красный, левый жёлтый), хотя в средней школе (до пробуждения его второй личности) оба были красными. В связи с тем, что у Акаси две личности, он имеет несколько способностей. Личность с разными глазами имеет способность «Глаз Императора» — она позволяет предсказывать будущие действия игрока по его дыханию, движению мышц, направлению взгляда, что даёт Акаси неоспоримое преимущество при перехвате или выбивании мяча. Личность с двумя красными глазами наиболее сконцентрирована на командной игре, давая идеальные пасы и фактически вводя всю команду в состояние «потока». Также Акаси умело владеет приёмом анкл-брейк, с помощью которого он может своим дриблингом вынудить упасть любого защитника. Один из немногих, кто может самостоятельно войти в «поток». В «Последней игре» его личности объединяются, из-за чего все его способности совмещаются и «Глаз Императора» становится намного сильнее.
Позиция: разыгрывающий.
Сэйю: Хироси Камия
Эйкити Нэбуя (яп. 根武谷 永吉 Нэбуя Эйкити) — второкурсник школы Ракудзан, мускулистого телосложения, из-за чего выглядит старше, чем на самом деле. Может съесть больше, чем Кагами, так как получает силу от еды. Является одним из «Некоронованных королей», известен как «Геркулесова мощь».
Центровой.
Рео Мибути (яп. 実渕 玲央 Мибути Рэо) — второкурсник школы Ракудзан. Довольно встревоженный. Мибути любит порядок и легко раздражается, когда кто-то валяет дурака и странно себя ведёт. Он критикует и исправляет их, но не всегда удачно. Несмотря на это, он может быть миролюбивым и расслабленным. Не любит шум. Является одним из «Некоронованных Королей», известен как «Якша» своими тремя знаменитыми бросками, которые чрезвычайно сложно угадать и, тем более, противостоять им: «Небо», «Земля» и «Бездна».
Атакующий защитник.
Сэйю: Ватару Хатано
Котаро Хаяма (яп. 葉山 小太郎 Хаяма Котаро:) — второкурсник школы Ракудзан. В средней школе был сильным и талантливым игроком, пока не был затмён Поколением Чудес. Талантлив в дриблинге. Является одним из «Некоронованных Королей», по прозвищу «Райдзю» из-за своей молниеносной скорости ведения мяча.
Лёгкий форвард.
Тихиро Маюдзуми (яп. 黛 千尋 Маюдзуми Тихиро) — третьекурсник школы Ракудзан. Обладает такой же способностью перенаправления мяча и исчезновения, как и Куроко, однако по мнению Акаси он является «усовершенствованной версией шестого призрачного игрока». Основные его показатели выше, чем у Куроко; кроме того, он способен бросать мяч так же, как и другие. Впрочем, он не владеет остальными способностями Куроко.
Тяжёлый форвард.

### Другие
- Александра «Алекс» Гарсия — первый тренер Кагами Тайги и Тацуи Химуро. Живёт в Америке. Является бывшим игроком женской НБА. Обучила новым приёмам Кагами и Тацую, когда приехала в Японию, чтобы посмотреть на их игру против друг друга. Имеет привычку целовать женщин и детей.
- Кагэтора Аида (яп. 相田 景虎 Аида Кагэтора) — отец Рико. Работает тренером, раньше входил в национальную сборную Японии, поэтому великолепно разбирается во всем, что касается баскетбола. По просьбе дочери некоторое время тренировал команду школы Сэйрин.
- Хайдзаки Сёго (яп. 灰崎 祥吾, Haizaki Shōgo) — бывший игрок Поколения чудес, на место которого был принят Рёта. В отличие от Кисэ, не копирует способности, а фактически «ворует» их, так как своими замедленными или, напротив, убыстрёнными движениями сбивает игрока с требующегося ритма. Позиция: лёгкий форвард. Сэйю: Масакадзу Морита.
- Нидзимура Сюдзо (яп. 虹村 修造, Nijimura Shuzo) — бывший капитан баскетбольной команды средней школы Тэйко, руководивший «Поколением чудес». Неплох в анализе, собран, но вспыльчив. Может применить жёсткость, если это требуется. Передал роль капитана Акаси, предвидя скорый уход из баскетбола и признавая, что его мнение о Куроко было ошибочным. В Америке стал другом Химуро. Позиция: тяжёлый форвард. Сэйю: Рётаро Окиаю.

## Список серий

### Первый сезон
| No. |                                  | Дата             |
| --- | -------------------------------- | ---------------- |
| 1   | Я Куроко.                        | 8 апреля 2012    |
| 2   | Я серьёзен.                      | 15 апреля 2012   |
| 3   | Это даже лучше, если я проиграю. | 22 апреля 2012   |
| 4   | Позаботьтесь о контратаке!       | 29 апреля 2012   |
| 5   | Твой баскетбол.                  | 6 мая 2012       |
| 6   | Давай я покажу тебе пару вещей.  | 13 мая 2012      |
| 7   | Ожидается что-то интересное.     | 20 мая 2012      |
| 8   | Вот что я думаю об этом.         | 27 мая 2012      |
| 9   | К победе!.                       | 3 июня 2012      |
| 10  | Я не отдам.                      | 10 июня 2012     |
| 11  | Это не так.                      | 17 июня 2012     |
| 12  | Что такое победа?                | 24 июня 2012     |
| 13  | Я верил в тебя.                  | 1 июля 2012      |
| 14  | Ты выглядишь прямо как он.       | 8 июля 2012      |
| 15  | Не смеши меня.                   | 15 июля 2012     |
| 16  | Поехали!                         | 22 июля 2012     |
| 17  | Вы все такие нелепые.            | 29 июля 2012     |
| 18  | Нет!!                            | 5 августа 2012   |
| 19  | Новый вызов.                     | 12 августа 2012  |
| 20  | Я не хочу                        | 19 августа 2012  |
| 21  | Приступим.                       | 26 августа 2012  |
| 22  | Я выиграю, даже если умру.       | 2 сентября 2012  |
| 23  | Я не повзрослел!                 | 9 сентября 2012  |
| 24  | Не заблуждайся.                  | 16 сентября 2012 |
| 25  | Наш баскетбол.                   | 23 сентября 2012 |

### Второй сезон
| No. |                                                | Дата            |
| --- | ---------------------------------------------- | --------------- |
| 1   | Никогда бы не подумал, что мы здесь встретимся | 8 октября 2013  |
| 2   | На зимнем кубке                                | 15 октября 2013 |
| 3   | Старт!                                         | 22 октября 2013 |
| 4   | Есть только один ответ!                        | 29 октября 2013 |
| 5   | Я этого ждал                                   | 5 ноября 2013   |
| 6   | Я стал лучше тебя давным-давно                 | 12 ноября 2013  |
| 7   | Сдавайся                                       | 19 ноября 2013  |
| 8   | Мы баскетбольная команда старшей школы Сэйрин! | 24 ноября 2013  |
| 9   | Я обыграю тебя!                                | 3 декабря 2013  |
| 10  | Это доверие!                                   | 10 декабря 2013 |
| 11  | Не смеши!                                      | 17 декабря 2013 |
| 12  | Я с нетерпением жду этого!                     | 24 декабря 2013 |
| 13  | На этот раз точно                              | 7 января 2014   |
| 14  | Тщетные попытки                                | 14 января 2014  |
| 15  | Он вне себя от радости!                        | 19 января 2014  |
| 16  | Мы победим сейчас!                             | 25 января 2014  |
| 17  | Я верю в него                                  | 1 февраля 2014  |
| 18  | Как я могу потерять                            | 8 февраля 2014  |
| 19  | Скажи мне                                      | 15 февраля 2014 |
| 20  | Конечно это будет не легко                     | 22 февраля 2014 |
| 21  | Первые очки!!                                  | 1 марта 2014    |
| 22  | Не вопрос                                      | 8 марта 2014    |
| 23  | Я не хочу проигрывать!                         | 15 марта 2014   |
| 24  | Хватит                                         | 22 марта 2014   |
| 25  | Шаг до победы!                                 | 29 марта 2014   |

### Третий сезон
| No. |                                  | Дата            |
| --- | -------------------------------- | --------------- |
| 1   | Я просто выкладываюсь на полную! | 10 января 2015  |
| 2   | Теперь это моё                   | 17 января 2015  |
| 3   | Не стой у меня на пути           | 24 января 2015  |
| 4   | Ладно, я их возьму               | 31 января 2015  |
| 5   | Я не знаю                        | 7 февраля 2015  |
| 6   | У меня есть, что им предложить   | 14 февраля 2015 |
| 7   | Могу только смеяться             | 21 февраля 2015 |
| 8   | Истинный Свет                    | 28 февраля 2015 |
| 9   | Не недооценивайте нас            | 7 марта 2015    |
| 10  | Ради победы                      | 14 марта 2015   |
| 11  | В этот раз точно                 | 21 марта 2015   |
| 12  | Он - самый ценный игрок          | 28 марта 2015   |
| 13  | День с ясным синим небом         | 4 апреля 2015   |
| 14  | ...Мне очень жаль                | 11 апреля 2015  |
| 15  | Мы больше не можем               | 18 апреля 2015  |
| 16  | Что такое Победа?                | 25 апреля 2015  |
| 17  | Финальный матч начинается!       | 2 мая 2015      |
| 18  | Это - самое лучшее, разве нет?   | 9 мая 2015      |
| 19  | Чудес не бывает                  | 16 мая 2015     |
| 20  | Сила решимости                   | 23 мая 2015     |
| 21  | Я постараюсь изо всех сил        | 30 мая 2015     |
| 22  | Небольшой совет                  | 6 июня 2015     |
| 23  | Почему бы тебе не сдаться        | 13 июня 2015    |
| 24  | Это всегда был ты, да?           | 20 июня 2015    |
| 25  | Сколько угодно раз               | 27 июня 2015    |

## Список томов
| №  | Дата публикации    | ISBN                   |
| -- | ------------------ | ---------------------- |
| 1  | 3 апреля 2009 г.   | ISBN 978-4-08-874694-4 |
| 2  | 3 июля 2009 г.     | ISBN 978-4-08-874704-0 |
| 3  | 4 сентября 2009 г. | ISBN 978-4-08-874731-6 |
| 4  | 4 ноября 2009 г.   | ISBN 978-4-08-874754-5 |
| 5  | 4 января 2010 г.   | ISBN 978-4-08-874789-7 |
| 6  | 2 апреля 2010 г.   | ISBN 978-4-08-870024-3 |
| 7  | 4 июня 2010 г.     | ISBN 978-4-08-870050-2 |
| 8  | 4 августа 2010 г.  | ISBN 978-4-08-870089-2 |
| 9  | 4 октября 2010 г.  | ISBN 978-4-08-870115-8 |
| 10 | 3 декабря 2010 г.  | ISBN 978-4-08-870151-6 |

## Музыка

### Kuroko no Basuke — Original Soundtrack
| №                   | Название                          | Музыка                    | Длительность |
| ------------------- | --------------------------------- | ------------------------- | ------------ |
| 1.                  | «Can Do» (TV Size)                | GRANRODEO, Masaaki Iizuka | 1:33         |
| 2.                  | «Avant»                           | Ryosuke Nakanishi         | 1:49         |
| 3.                  | «Basketball Bu»                   | Ryosuke Nakanishi         | 1:30         |
| 4.                  | «Tsuyosa no Nioi»                 | Ryosuke Nakanishi         | 1:18         |
| 5.                  | «Ignite Pass»                     | Ryosuke Nakanishi         | 1:23         |
| 6.                  | «Nipponichi ni Naru»              | Ryosuke Nakanishi         | 1:40         |
| 7.                  | «Aita Riko»                       | Ryosuke Nakanishi         | 1:06         |
| 8.                  | «Nyuubu Todoke»                   | Ryosuke Nakanishi         | 1:12         |
| 9.                  | «Zenchou»                         | Ryosuke Nakanishi         | 1:16         |
| 10.                 | «Hikari to Kage»                  | Ryosuke Nakanishi         | 1:53         |
| 11.                 | «Souguu»                          | Ryosuke Nakanishi         | 1:19         |
| 12.                 | «Makoto Rin Koukou Basketball Bu» | R.O.N                     | 2:05         |
| 13.                 | «Gyakushuu»                       | R.O.N                     | 2:02         |
| 14.                 | «Kagami Taiga»                    | Ryosuke Nakanishi         | 1:02         |
| 15.                 | «Kuroko to»                       | Ryosuke Nakanishi         | 1:08         |
| 16.                 | «Rag Time»                        | Ryosuke Nakanishi         | 1:16         |
| 17.                 | «Chan Chan»                       | Ryosuke Nakanishi         | 1:07         |
| 18.                 | «Tokushu Nouryoku»                | Ryosuke Nakanishi         | 1:13         |
| 19.                 | «Comical»                         | Ryosuke Nakanishi         | 1:20         |
| 20.                 | «Misdirection»                    | Ryosuke Nakanishi         | 1:55         |
| 21.                 | «Kiseki no Sedai»                 | Ryosuke Nakanishi         | 1:11         |
| 22.                 | «Iradachi»                        | Ryosuke Nakanishi         | 1:27         |
| 23.                 | «Pressure»                        | Ryosuke Nakanishi         | 1:20         |
| 24.                 | «Chouhastu»                       | Ryosuke Nakanishi         | 1:43         |
| 25.                 | «Steal»                           | Ryosuke Nakanishi         | 1:22         |
| 26.                 | «Sessen»                          | R.O.N                     | 1:57         |
| 27.                 | «Koushu»                          | Ryosuke Nakanishi         | 1:22         |
| 28.                 | «Kinpaku»                         | Ryosuke Nakanishi         | 1:10         |
| 29.                 | «Funtou»                          | R.O.N                     | 1:57         |
| 30.                 | «Kyoui»                           | Ryosuke Nakanishi         | 1:29         |
| 31.                 | «Yosougai no Hangeki»             | Ryosuke Nakanishi         | 1:16         |
| 32.                 | «Jakuten»                         | Ryosuke Nakanishi         | 1:16         |
| 33.                 | «Kusen»                           | Ryosuke Nakanishi         | 1:44         |
| 34.                 | «hiai Go»                         | Ryosuke Nakanishi         | 1:19         |
| 35.                 | «Chuugaku Jidai»                  | Ryosuke Nakanishi         | 2:17         |
| 36.                 | «Start it right away» (TV Size)   | Hyadain                   | 1:14         |
| Общая длительность: | Общая длительность:               | Общая длительность:       | 53:15        |

| №                   | Название                 | Музыка              | Длительность |
| ------------------- | ------------------------ | ------------------- | ------------ |
| 1.                  | «RIMFIRE» (TV Size)      | GRANRODEO           | 1:34         |
| 2.                  | «Shouri»                 | Alpha Eastman       | 1:37         |
| 3.                  | «Kandou»                 | Alpha Eastman       | 2:46         |
| 4.                  | «Nazo»                   | Alpha Eastman       | 2:16         |
| 5.                  | «Fukutsu no Toushi»      | Alpha Eastman       | 2:00         |
| 6.                  | «Taiji»                  | Alpha Eastman       | 2:03         |
| 7.                  | «Kiki»                   | Alpha Eastman       | 2:21         |
| 8.                  | «Kyoufu»                 | Alpha Eastman       | 1:44         |
| 9.                  | «Kakehiki»               | Alpha Eastman       | 2:07         |
| 10.                 | «Sokkou»                 | Alpha Eastman       | 3:00         |
| 11.                 | «Doronuma»               | Alpha Eastman       | 2:42         |
| 12.                 | «Attouteki na»           | Alpha Eastman       | 2:43         |
| 13.                 | «Kagami»                 | Alpha Eastman       | 2:39         |
| 14.                 | «Ransen»                 | Alpha Eastman       | 2:25         |
| 15.                 | «Danketsu»               | Alpha Eastman       | 2:41         |
| 16.                 | «Shitou»                 | Alpha Eastman       | 2:44         |
| 17.                 | «Yuujou»                 | Alpha Eastman       | 2:05         |
| 18.                 | «Time Out»               | Alpha Eastman       | 2:41         |
| 19.                 | «Haiboku»                | Alpha Eastman       | 3:36         |
| 20.                 | «Renkei Play»            | Alpha Eastman       | 2:45         |
| 21.                 | «Gasshuku»               | Alpha Eastman       | 2:19         |
| 22.                 | «Catal Rhythm» (TV Size) | OLDCODEX            | 1:34         |
| Общая длительность: | Общая длительность:      | Общая длительность: | 52:01        |